# Bocșa Mică
Bocșa Mică románul: Bocșa Mică, település Romániában, Erdélyben, Hunyad megyében.

## Fekvése
Az Erdélyi-érchegységben, Dévától északkeletre, a Nagyági út mellett, Hondol szomszédjában fekvő település.

## Története
A mára már nagyrészt üdülőkből álló Bocșa Mică korábban Hondol része volt. 1956-ban vált külön településsé 175 lakossal.
1966-ban 150, 1977-ben 157, 1992-ben 121, a 2002-es népszámláláskor 144 román lakosa volt.